# Pierre Trottier
Pierre Trottier (Montreal, 21 de marzo de 1925-2010) es un poeta y ensayista canadiense. Realizó estudios clásicos en el Collège Sainte-Marie et Jean-de-Brébeuf donde obtuvo su bachillerato en 1942. Licenciado en Derecho por la Universidad de Montreal, trabajó más tarde como jefe de servicio en la Cámara de Comercio del distrito de Montreal desde 1946 hasta 1949 y en el Ministerio de Relaciones Exteriores de Canadá. Ocupó diferentes cargos diplomáticos en Moscú, Yakarta, Londres y París, antes de ser designado embajador de Canadá en Perú desde 1973 hasta 1976. Fue embajador agregado en la Unesco en 1979. Actualmente, es además miembro del Consejo de redacción de la revista Liberté y colaborador habitual de Cité Libre. Es miembro de la Sociedad Real de Canadá y de la Unión de Escritores de Quebec.

## Premios
- Prix David por Les Belles au bois dormant en 1960
- Prix de la société des gens de lettres por Le Retour d'Oedipe en 1964.